# Nassau (Bahamas)
Pour les articles homonymes, voir Nassau.
 (juin 2022).
Si vous disposez d'ouvrages ou d'articles de référence ou si vous connaissez des sites web de qualité traitant du thème abordé ici, merci de compléter l'article en donnant les références utiles à sa vérifiabilité et en les liant à la section « Notes et références ».
Nassau (anciennement Charles Town) est la capitale des Bahamas. Avec une population estimée à 311 218 habitants en 2023, elle est la première ville du pays devant Freeport. Située sur l'île de New Providence, qui compte plus de 60 % de la population bahaméenne, ses habitants se nomment les Nassoviens (Nassoviennes au féminin).

## Présentation
Centre commercial et culturel des Bahamas, Nassau est la plus grande ville du pays, avec 311 218 habitants en 2023, dont l'étendue est telle, qu'elle occupe la quasi-totalité de l'île de New Providence et se confond avec elle.
Cependant, le centre-ville se situe plutôt sur la côte nord-est de l'île, face à Paradise Island, sur laquelle se trouve l'Atlantis Paradise Island, un complexe touristique devenu la principale attraction de l'archipel et employant plus de 6 000 Bahaméens, devenant ainsi le second employeur du pays après l'État.
Nassau possède un port important, Nassau Harbour, ainsi que le Prince George Wharf, le principal terminal pour navires de croisière. Bay Street est la principale rue commerçante de la ville. 
La ville a une architecture spécifique, mélange des styles colonial et européen.
Le climat tropical, ainsi que la proximité de la ville avec les États-Unis, en a fait une destination touristique de premier ordre, particulièrement depuis l'interdiction faite aux Américains de voyager à Cuba. 
Chaque année, les 26 décembre et 1er janvier, une grande parade a lieu dans la ville, et de nombreux habitants défilent costumés au son des cencerros, des tambours et des sifflets.

## Histoire

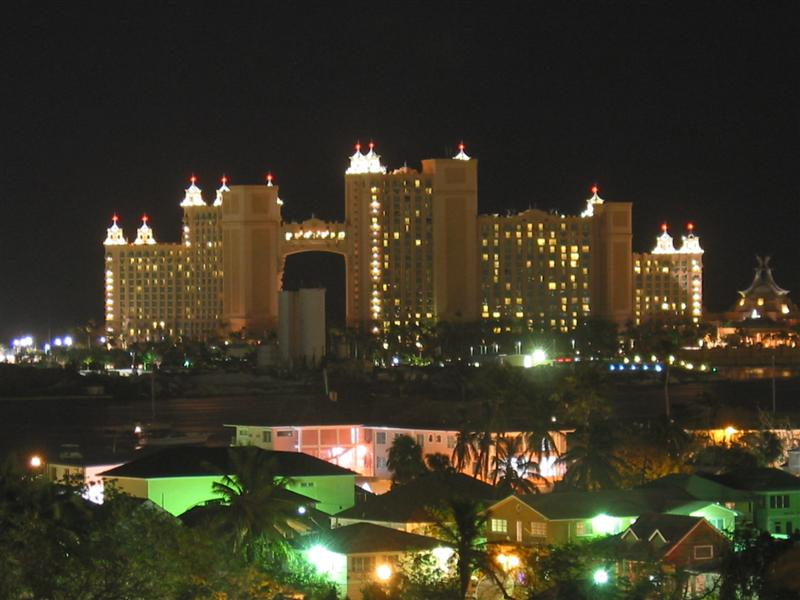
Atlantis Paradise Hotel face à Nassau

Nassau a été fondée par les Anglais, en provenance de l'île d'Eleuthera vers la fin du XVIIe siècle sous le nom de Charles Town. Détruite par les Espagnols en 1684, elle fut reconstruite et renommée Nassau en l'honneur de Guillaume III d'Orange-Nassau en 1695. En 1703, Espagnols et Français occupent brièvement la ville.
Au cours du XVIIIe siècle, les autorités britanniques laissent s'installer une république des Corsaires des Caraïbes, dont le fameux Barbe Noire qui en devint le chef, sous le nom de Magistrat de la république des Corsaires. Les pirates Benjamin Hornigold, Charles Vane, Jack Rackham ou encore Anne Bonny passèrent alors à Nassau.
Au bout d'un moment, le roi George Ier de Grande-Bretagne nomme gouverneur royal l'ancien corsaire britannique Woodes Rogers avec mission de restaurer le contrôle de Londres sur l'archipel. Rogers offre aux pirates le pardon, à condition qu'ils abandonnent la piraterie. La plupart d'entre eux acceptèrent, sauf Barbe Noire, Charles Vane, Jack Rackham et quelques autres qui durent quitter Nassau et furent mis hors d'état de nuire dès 1718.
Malgré la chasse aux pirates, le gouvernement britannique conserva ses corsaires qui attaquaient régulièrement les navires espagnols et américains. C'est pourquoi de nombreuses tentatives espagnoles d'invasion de Nassau eurent lieu vers la fin du XVIIIe siècle, tentatives durant lesquelles la ville fut incendiée plusieurs fois, notamment en 1720, lors du siège de Nassau. En 1776, Nassau fut également brièvement occupée par des révolutionnaires américains.
Durant l'époque de la prohibition aux États-Unis (1919-1934), Nassau devint une plaque tournante de la contrebande de whisky.

## Climat
| Mois                                | jan. | fév. | mars | avril | mai   | juin | jui.  | août  | sep.  | oct.  | nov. | déc. | année |
| ----------------------------------- | ---- | ---- | ---- | ----- | ----- | ---- | ----- | ----- | ----- | ----- | ---- | ---- | ----- |
| Température minimale moyenne (°C)   | 18,2 | 18,5 | 19,1 | 21    | 22,4  | 24,2 | 25    | 25    | 24,7  | 23,6  | 21,2 | 19,6 | 21,9  |
| Température moyenne (°C)            | 22,2 | 22,4 | 23,1 | 24,6  | 26,2  | 28,1 | 28,9  | 28,9  | 28,3  | 27,1  | 24,7 | 23,2 | 25,6  |
| Température maximale moyenne (°C)   | 26,1 | 26,6 | 27,2 | 28,7  | 30,2  | 31,8 | 32,7  | 32,8  | 32,2  | 30,6  | 28,3 | 26,8 | 29,5  |
| Record de froid (°C)                | 7,9  | 8,5  | 9,8  | 12,6  | 14,5  | 17,7 | 20,6  | 19    | 18,9  | 15    | 12,7 | 9,7  | 7,9   |
| Record de chaleur (°C)              | 31,5 | 31,8 | 33   | 34,5  | 35,3  | 36,5 | 36    | 35,9  | 35,2  | 34,5  | 33,4 | 31,7 | 36,5  |
| Ensoleillement (h)                  | 226  | 224  | 251  | 282   | 282   | 240  | 267   | 260   | 222   | 236   | 219  | 211  | 2 920 |
| Précipitations (mm)                 | 44,7 | 48,3 | 54,1 | 73,9  | 139,2 | 220  | 158,2 | 211,1 | 195,6 | 150,7 | 86,6 | 43,2 | 1 426 |
| Nombre de jours avec précipitations | 7    | 5    | 6    | 7     | 10    | 15   | 16    | 18    | 17    | 13    | 9    | 7    | 130   |
| Humidité relative (%)               | 78   | 77   | 75   | 75    | 77    | 79   | 77    | 78    | 80    | 79    | 78   | 79   | 78    |

## Principaux monuments
- La cathédrale catholique Saint-François-Xavier, inaugurée en 1886.
- La cathédrale anglicane du Christ, datant du XVIIe siècle.
- Le Musée des Pirates.
- La Bibliothèque publique de Nassau, située dans une ancienne prison octogonale.
- Atlantis, parc aquatique
- Le Fort Fincastle
- Le Fort Charlotte
- Le Fort Montagu

## Dans la culture populaire
Nassau apparait dans:
- le film Opération Tonnerre de Terence Young ainsi que Casino Royale (film, 2006).
- le jeu vidéo Assassin's Creed IV: Black Flag comme elle était durant l'âge d'or de la piraterie. C'est l'île de tous les pirates.
- la série télévisée Black Sails diffusée sur la chaine Starz.
- la série à succès Outer Banks diffusée sur Netflix.

## Transport

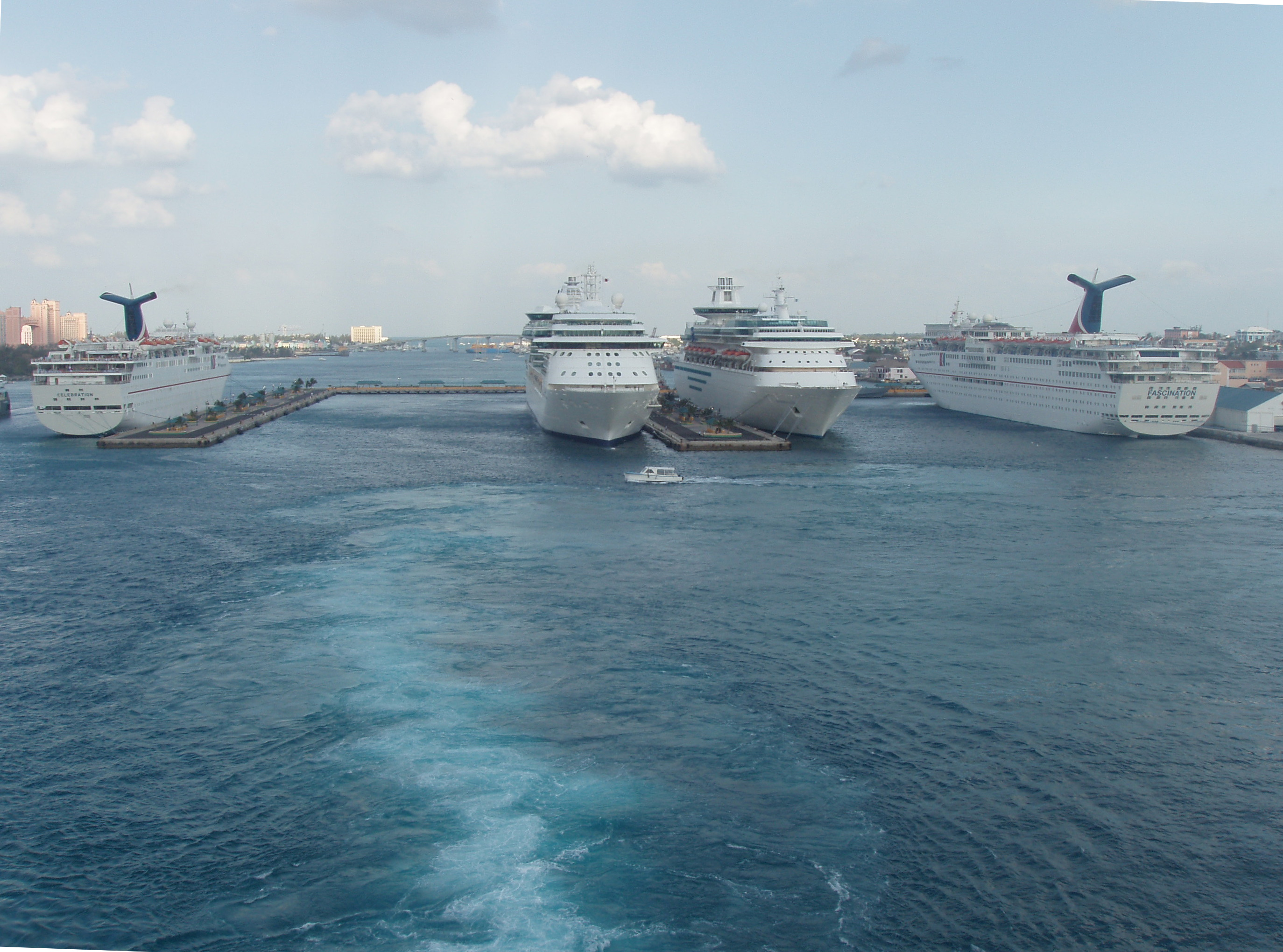
Quatre navires au port de Nassau

La ville a son propre aéroport : Aéroport international Lynden Pindling.

## Personnalités liées à Nassau
- William Robert Hobson (1831-1880), navigateur britannique, né à Nassau.
- Ian Hamilton Finlay (1925-2006), artiste écossais, né à Nassau.
- Joseph R. Grundy (1863-1961), homme politique américain, mort à Nassau.
- Elisha Obed (1952-2018), boxeur bahaméen, né à Nassau.
- Ryan Sweeting (1987-), joueur de tennis américano-bahaméen, né à Nassau.
- Sean Connery (1930-2020), acteur britannique, mort à Nassau.
- Arinthia Komolafe (1980-), femme politique bahaméenne, née à Nassau.

## Jumelages
- Détroit (États-Unis)
- Winston-Salem (États-Unis)
- Acapulco (Mexique)
- Shanghai (Chine)
- Paraná (Argentine) (Argentine)